# 神戸山田郵便局
神戸山田郵便局（こうべやまだゆうびんきょく）は、兵庫県神戸市北区にある郵便局。民営化前の分類では集配普通郵便局であった。

## 概要
住所：〒651-1299 兵庫県神戸市北区松が枝町2-1-2

## 沿革
- 山田郵便局として開局。
- 1969年（昭和44年）7月20日 - 電話交換業務を鈴蘭台電報電話局に移管[1]。
- 1978年（昭和53年）9月18日 - 北区山田町下谷上から同区松が枝町二丁目に移転。
- 1979年（昭和54年）11月30日 - 和文電報配達業務を神戸中央電報局に移管。
- 1990年（平成2年）10月1日 - 特定郵便局から普通郵便局に局種別改定するとともに、神戸山田郵便局に改称。
- 2000年（平成12年）8月14日 - 外国通貨の両替および旅行小切手の売買に関する業務取扱を開始。
- 2007年（平成19年）10月1日 - 民営化に伴い、併設された郵便事業神戸山田支店に一部業務を移管。
- 2012年（平成24年）10月1日 - 日本郵便株式会社発足に伴い、郵便事業神戸山田支店を神戸山田郵便局に統合。

## 取扱内容
- 郵便、印紙、ゆうパック、内容証明
- 貯金、為替、振替、振込、国際送金、国債、投資信託
- 生命保険、バイク自賠責保険、自動車保険
- 地方公共団体事務（兵庫県住宅再建共済基金利用申込取次事務）
- ゆうちょ銀行ATM
- 神戸市北区内の一部地域（〒651-12xxの区域）の集配業務
- ゆうゆう窓口

## 周辺
- 国道428号
- 神戸市立箕谷小学校

## アクセス
- 神戸電鉄有馬線 箕谷駅から徒歩約6分
- 神戸市バス、阪急バス、神姫バス 松が枝町停留所下車
- 阪神高速北神戸線、新神戸トンネル 箕谷出入口からすぐ
- 駐車場あり：5台